# 伊犁田鼠
伊犁田鼠（学名：Microtus ilaeus）为仓鼠科田鼠属的动物。分布于阿富汗，哈萨克斯坦，吉尔吉斯斯坦，塔吉克斯坦，土库曼斯坦和中国大陆，新疆（乌市以西天山山地）等地，主要栖息于森林、森林草原、灌丛、草甸。该物种的模式产地在苏联东部潘非洛夫地区乌赛克河。